# Mallochianamyia magnipalpis
Mallochianamyia magnipalpis är en tvåvingeart som beskrevs av Wheeler 2000. Mallochianamyia magnipalpis ingår i släktet Mallochianamyia och familjen markflugor. Inga underarter finns listade i Catalogue of Life.